# Обстріли Кропивницького
Обстріли Кропивницького розпочалися після початку російського вторгнення в Україну.

## Перебіг подій

### Березень
1 березня, вранці, російські окупанти обстріляли аеродром Канатове поблизу Кропивницького, намагаючись зруйнувати об'єкти інфраструктури.
12 березня російські війська атакували аеродром біля залізничної станції Канатове, внаслідок чого загинуло 7 військових.

### Липень
23 липня, зранку, прилетіло 13 ракет (8 ракет «Калібр» морського базування та 5 ракет Х-22 з літака ТУ-22М3). Ворог обстріляв військовий аеродром та залізничний об'єкт. 19 поранених та 3 загиблих.

### Січень
4 січня, вранці, внаслідок ворожого обстрілу руйнувань зазнав один з промислових об'єктів на території обласного центру. В результаті падіння уламків одна людина загинула та восьмеро поранено. Також падіння уламків спричинили пошкодження декількох будівель та займання автомобіля. Під час чергової ракетної атаки по Кропивницькому ворог запустив, ймовірно, ракету Х-59. Пошкоджено будівлі на декількох підприємствах, які належать місцевим енергетикам.